# كوسوكي كيمورا
كوسوكي كيمورا (14 مايو 1984 كوبه اليابان - ) هو لاعب كرة قدم ياباني يلعب كلاعب وسط.

## وصلات خارجية
كوسوكي كيمورا على موقع الدوري الأمريكي (الإنجليزية)
- كوسوكي كيمورا على موقع قاعدة بيانات كرة القدم.إي يو (الإنجليزية)
- كوسوكي كيمورا على موقع Soccerway.com (الإنجليزية)
- كوسوكي كيمورا على موقع عالم كرة القدم.نت (الإنجليزية)